# Parintins Airport
Parintins Airport är en flygplats i Brasilien.   Den ligger i kommunen Parintins och delstaten Amazonas, i den centrala delen av landet, 1 700 km nordväst om huvudstaden Brasília. Parintins Airport ligger 21 meter över havet.
Terrängen runt Parintins Airport är mycket platt. Närmaste större samhälle är Parintins, 6,8 km nordost om Parintins Airport.
Trakten runt Parintins Airport består huvudsakligen av våtmarker. Runt Parintins Airport är det ganska glesbefolkat, med 23 invånare per kvadratkilometer.